# Italiaanse Socialistische Partij
De Italiaanse Socialistische Partij (Italiaans: Partito Socialista Italiano, PSI) was een politieke partij in Italië die in augustus 1892 als socialistische partij opgericht werd. De partij begon als een reformistische partij met wat marxistische standpunten. Later ontwikkelden zich twee vleugels binnen de partij, een dogmatisch marxistische en een reformistische vleugel.
Tijdens het 13e partijcongres in 1912 werd er een marxistisch programma geaccepteerd. Reformistische leden werden uit de partij gesloten of scheidden zich af (zoals Ivanoe Bonomi).
De PSI kantte zich scherp tegen deelname aan de Eerste Wereldoorlog (zoals het eerder ook tijdens de oorlog tegen het Osmaanse Rijk in 1911-1912). In 1914 scheidde echter een groepje socialisten zich van de PSI af. Zij meenden dat deelname aan de oorlog zou leiden tot een revolutie. Een van de mensen binnen de PSI die zo dachten, was de destijds populaire hoofdredacteur van Avanti!, Benito Mussolini.
Uiteindelijk nam Italië aan de zijde der Entente deel aan de Eerste Wereldoorlog. Onvrede over de bescheiden gebiedswinst en de ongunstige economische situatie, deed de PSI na de oorlog groeien. De kans op een revolutie was niet gering. In 1921 scheidden radicalen binnen de PSI zich af en richtten de Partito Comunista Italiano (Communistische Partij van Italië) op. Nu de marxisten uit de partij waren gestapt, konden de gematigde elementen hun invloed uitbreiden en kreeg de partij een meer reformistisch karakter. Na de machtsovername van de fascisten van Mussolini in 1924, werd de PSI enige tijd daarna verboden. Giacomo Matteotti, een bekende antifascist en reformistisch socialistisch parlementariër werd in 1925 door fascisten vermoord.

## Tweede Socialistische Partij
Onder leiding van Pietro Nenni, een socialistisch, antifascistisch politicus, werd in 1943 in het geheim een nieuwe PSI opgericht. De PSI moest in het geheim opereren, maar werd na de val van Mussolini in de zomer van 1943 een legale partij. Tijdens de naoorlogse verkiezingen van 1946 behaalde de PSI 20% van de stemmen. Nenni streefde naar nauwe samenwerking met de Partito Comunista Italiano, iets waar de gematigde vleugel onder Giuseppe Saragat niet voor voelde. In 1947 scheidde de groep-Saragat zich van de PSI af en werd door hen de Sociaaldemocratische Partij van Italië (PSDI) opgericht. De PSDI wees samenwerking met de communistische partij af en streefde naar politieke samenwerking met de Christendemocraten, de liberalen en republikeinen.
In 1948 werd door de communisten en Nenni-socialisten het Democratisch Volksfront opgericht, een gezamenlijke lijst die meedeed met de verkiezingen en zich tegen de Democrazia Cristiana van premier Alcide De Gasperi keerde.

## Het tijdperk Craxi
In 1961 werd er tijdens het partijcongres van de PSI gekozen voor een "neutrale koers". Hiermee bedoelde Nenni dat hij samenwerking met andere partijen dan de communisten niet uitsloot. In 1976 werd Bettino Craxi secretaris van de PSI. Craxi liet meteen weten dat hij met de Christendemocraten wilde samenwerken en eventueel wilde toetreden tot een regering met de DC (Democrazia Cristiana). In 1983 werd Craxi de eerste socialistische premier van Italië (de reformistisch-socialist Ivanoe Bonomi in 1921 daargelaten) Italië. Hij vormde een regering bestaande uit de PSI, de DC, de PLI (Liberale Partij van Italië), de PSDI (Sociaaldemocratische Partij van Italië) en de PRI (Republikeinse Partij van Italië). Deze regering, die tot 1987 standhield, is na de regering-Berlusconi, de langstzittende naoorlogse regering van Italië geweest.
Van 1992 tot 1993 was Giuliano Amato PSI-premier van Italië.
Begin jaren '90 bleek dat de corruptie binnen de PSI erg groot was. De partij werd net als andere Italiaanse partijen geplaagd door corruptieschandalen, met name rond de persoon van Craxi. In 1994 besloot de partijleiding de PSI te ontbinden. Leden van de PSI werden lid van Democratici di Sinistra of de Partito Socialista- Nuovo PSI. Verrassend mag genoemd worden dat een aantal vooraanstaande socialisten uit het Craxi-tijdperk later onderdak hebben gevonden in Berlusconi's Forza Italia.
Zie ook: Sociaaldemocratische Partij van Italië - Reformistisch Socialistische Partij van Italië

## Secretarissen-generaal (1948-1994)
- Alberto Giacometti — 1948-1951
- Pietro Sandro Nenni — 1951-1963
- Francesco De Martino — 1963-1976
- Benedetto (Bettino) Craxi — 1976-1993
- Giorgio Benevenuto — 1993
- Ottaviano Del Turco — 1993-1994